# Bettina Cadenbach
Bettina Cadenbach (* 19. Juli 1960 in Osnabrück) ist eine deutsche Diplomatin. Seit 2023 ist sie deutsche Botschafterin in Brasilien. Von 2015 bis 2016 war sie deutsche Botschafterin in Georgien.

## Leben und Diplomatie
Bettina Cadenbach studierte von 1979 bis 1986 Romanistik, Germanistik und Politologie an den Universitäten in Bonn, Hamburg und Hannover. Anschließend war sie als Journalistin tätig. Von 1988 bis 1992 arbeitete sie beim Kulturamt der Stadt Osnabrück.
1992 trat Bettina Cadenbach in den diplomatischen Dienst der Bundesrepublik Deutschland ein. Nach dem Vorbereitungsdienst an der Diplomatenschule in Bonn-Ippendorf war sie von 1994 bis 1997 Referentin für Politik und Protokoll an der Deutschen Botschaft in Ankara. Von 1997 bis 2000 war sie in der Zentrale des Auswärtigen Amts Referentin für Europäische Sicherheits- und Verteidigungspolitik.
Von 2000 bis 2004 war Bettina Cadenbach an der deutschen Ständigen Vertretung bei den Vereinten Nationen in New York tätig, bevor sie von 2004 bis 2006 Ständige Vertreterin des Botschafters an der Deutschen Botschaft Tallinn war.
2006 kehrte sie in die Zentrale des Auswärtigen Amts nach Berlin zurück. Bis 2009 war sie Leiterin des Büros des Staatsministers für Europa, Günter Gloser.
Von 2009 bis 2012 war Bettina Cadenbach Ständige Vertreterin des Botschafters an der Deutschen Botschaft Teheran. Von 2012 bis 2015 leitete sie im Auswärtigen Amt das Referat für die Gemeinsame Sicherheits- und Verteidigungspolitik der EU.
Am 14. Juli 2015 übergab Bettina Cadenbach ihr Beglaubigungsschreiben als neue deutsche Botschafterin in Tiflis dem georgischen Staatspräsidenten Giorgi Margwelaschwili. Im Jahr 2016 wurde sie von Heike Peitsch abgelöst und wurde daraufhin Beauftragte für Sicherheitspolitik im Auswärtigen Amt.
Von 2019 bis 2023 war sie Beigeordnete Generalsekretärin der NATO für Politische Angelegenheiten und Sicherheitspolitik.
Im September 2023 trat Cadenbach das Amt der Botschafterin der Bundesrepublik Deutschland in Brasilien an.